# Temporada 1989 del Campeonato del Mundo de Motociclismo
La temporada de 1989 fue la 41.º edición del Campeonato Mundial de Motociclismo.

## Desarrollo y resultados
La temporada se inició el 24 de marzo en el Circuito de Suzuka, Japón, terminando el 17 de septiembre en Goiânia, Brasil. Se disputaron un total de 15 grandes premios.
El campeonato mundial de 500cc fue ganado por el estadounidense Eddie Lawson (Honda), seguido por el también estadounidense Wayne Rainey (Yamaha) y el francés Christian Sarron (Yamaha).
Las categorías de 250cc y 125cc fueron ganadas por Sito Pons y Álex Crivillé, respectivamente. La categoría de 80cc disputaría la que sería su última temporada en el Mundial. Su último campeón mundial sería el también español Champi Herreros

## Calendario
| Ronda | Fecha            | Gran premio                     | Circuito       | Ganador 80cc      | Ganador 125cc  | Ganador 250cc | Ganador 500cc       |
| ----- | ---------------- | ------------------------------- | -------------- | ----------------- | -------------- | ------------- | ------------------- |
| 1     | 26 de marzo      | Gran Premio de Japón            | Suzuka         |                   | Ezio Gianola   | John Kocinski | Kevin Schwantz      |
| 2     | 9 de abril       | Gran Premio de Australia        | Phillip Island |                   | Àlex Crivillé  | Sito Pons     | Wayne Gardner       |
| 3     | 16 de abril      | Gran Premio de Estados Unidos   | Laguna Seca    |                   |                | John Kocinski | Wayne Rainey        |
| 4     | 30 de abril      | Gran Premio de España           | Jerez          | Herri Torrontegui | Àlex Crivillé  | Luca Cadalora | Eddie Lawson        |
| 5     | 21 de mayo       | Gran Premio de las Naciones     | Misano         | Jorge Martínez    | Ezio Gianola   | Sito Pons     | Pierfrancesco Chili |
| 6     | 28 de mayo       | Gran Premio de Alemania         | Hockenheim     | Peter Öttl        | Àlex Crivillé  | Sito Pons     | Wayne Rainey        |
| 7     | 4 de junio       | Gran Premio de Austria          | Salzburgring   |                   | Hans Spaan     | Sito Pons     | Kevin Schwantz      |
| 8     | 11 de junio      | Gran Premio de Yugoslavia       | Rijeka         | Peter Öttl        |                | Sito Pons     | Kevin Schwantz      |
| 9     | 24 de junio      | Gran Premio de los Países Bajos | Assen          | Peter Öttl        | Hans Spaan     | Reinhold Roth | Wayne Rainey        |
| 10    | 2 de julio       | Gran Premio de Bélgica          | Spa            |                   | Hans Spaan     | Jacques Cornu | Eddie Lawson        |
| 11    | 16 de julio      | Gran Premio de Francia          | Le Mans        |                   | Jorge Martínez | Carlos Cardús | Eddie Lawson        |
| 12    | 6 de agosto      | Gran Premio de Gran Bretaña     | Donington      |                   | Hans Spaan     | Sito Pons     | Kevin Schwantz      |
| 13    | 13 de agosto     | Gran Premio de Suecia           | Anderstorp     |                   | Àlex Crivillé  | Sito Pons     | Eddie Lawson        |
| 14    | 27 de agosto     | Gran Premio de Checoslovaquia   | Brno           | Herri Torrontegui | Àlex Crivillé  | Reinhold Roth | Kevin Schwantz      |
| 15    | 17 de septiembre | Gran Premio de Brasil           | Goiânia        |                   |                | Luca Cadalora | Kevin Schwantz      |

## Resultados
Sistema de puntuación
Los puntos se reparten entre los quince primeros clasificados en acabar la carrera. 
Sistema de puntuación desde 1988 hasta 1991:
| Posición | 1.º | 2.º | 3.º | 4.º | 5.º | 6.º | 7.º | 8.º | 9.º | 10.º | 11.º | 12.º | 13.º | 14.º | 15.º |
| Puntos   | 20  | 17  | 15  | 13  | 11  | 10  | 9   | 8   | 7   | 6    | 5    | 4    | 3    | 2    | 1    |